# Trzcianka (Sokółka)
Pour les articles homonymes, voir Trzcianka.
Trzcianka est une localité polonaise de la voïvodie de Podlachie et du powiat de Sokółka.